# Tridenchthonius peruanus
Tridenchthonius peruanus är en spindeldjursart som beskrevs av Beier 1955. Tridenchthonius peruanus ingår i släktet Tridenchthonius och familjen Tridenchthoniidae. Inga underarter finns listade i Catalogue of Life.